# 蒙錫梅特灣
62°11′S 58°34′W / 62.183°S 58.567°W
蒙錫梅特灣（Monsimet Cove），是南極洲的海灣，位於南設得蘭群島的喬治王島，處於赫爾韋灣以西1公里的埃斯庫拉灣南部，屬於阿德默勒爾蒂灣的一部分，由法國探險隊繪入地圖，現時由南極條約體系管理。